# Транзит (фильм, 2012)
«Транзит» (англ. Transit) — американский боевик 2012 года режиссёра Антонио Негрета.

## Сюжет
Шайке грабителей удаётся захватить большой мешок с наличными деньгами. Всё прошло успешно, и кажется, что фортуна улыбается, но оказывается, что дороги перекрыты и проскользнуть через полицейские патрули с добычей не удастся. Похитителям ничего не остаётся, кроме как на стоянке подбросить мешок с миллионами в багажник первого попавшегося автомобиля.
Так невольными участниками преступления становятся члены ни о чём не подозревающего семейства. Нейт, его глава, в прошлом имевший проблемы с законом из-за махинаций с недвижимостью, направлялся с женой и сыновьями-подростками отдохнуть на природе и, заодно, поправить разладившиеся семейные отношения. Грабители хотят заполучить свой мешок обратно. Семья Нейта хочет остаться в живых.

## В ролях
| Актёр           | Роль                  |
| --------------- | --------------------- |
| Джеймс Кэвизел  | Нейт                  |
| Джеймс Фрейн    | Марек                 |
| Диора Бэрд      | Ариэль девушка Марека |
| Гарольд Перрино | Лосада                |
| Элизабет Рём    | Робин жена Нейта      |
| Стерлинг Найт   | Шейн сын Нейта        |
| Робби Джонс     | Даллас                |
| Джейк Черри     | Кенни сын Нейта       |
| Грифф Фёрст     | Морган лейтенант      |
| Райан Доноху    | Эверс                 |

## Отзывы
Издание «Variety» отмечает, что хотя фильм и не отличается утончённой логикой сценария (и в этом работа Негрета уступает «Мысу страха»), в целом, картина удалась.
По мнению Энди Уэбстера (The New York Times), тема насилия, используемая в «Транзите», отмечена влиянием таких фильмов, как «Соломенные псы» Сэма Пекинпы, «Доказательство смерти» Квентина Тарантино и «Южный комфорт» Уолтера Хилла. При этом, заявляет критик, хотя картина и способна привлечь к себе некоторое внимание, «в отличие от своих предтеч, она не захватывает».